# Thomas Stevenson

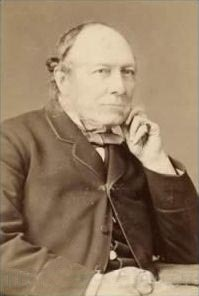
Thomas Stevenson

Thomas Stevenson (* 22. Juli 1818 in Edinburgh; † 8. Mai 1887) war ein schottischer Ingenieur und Leuchtturmbauer.

## Leben
Er war der jüngste Sohn von Robert Stevenson und der Bruder von Alan und David Stevenson, die alle ebenfalls Leuchtturmbauer waren. Thomas’ Sohn Robert Louis Stevenson folgte zum Leidwesen des Vaters nicht der Familientradition, sondern erlangte Ruhm als Schriftsteller.
Zwischen 1854 und 1886 entwarf Thomas Stevenson, zusammen mit seinem Bruder David und später auch mit dessen Sohn David Alan Stevenson, mehr als dreißig Leuchttürme in und um Schottland. Außerdem entwickelte er neben dem holophotalen Reflektordesign den nach ihm benannten und noch heute verwendeten „Stevenson screen“ zur Abschirmung meteorologischer Instrumente gegen Niederschlag und Hitzeeinstrahlung.
1848 wurde er zum Mitglied (Fellow) der Royal Society of Edinburgh gewählt.

## Verwandtschaftsstruktur
- Robert Stevenson (1772–1850), schottischer Ingenieur und Leuchtturmbauer, Vater
  - Alan Stevenson (Ingenieur, 1807) (1807–1865), schottischer Ingenieur und Leuchtturmbauer, Bruder
  - David Stevenson (Ingenieur) (1815–1886), schottischer Ingenieur und Leuchtturmbauer, Bruder
    - David Alan Stevenson (1854–1938), schottischer Ingenieur und Leuchtturmbauer, Neffe
    - Charles Alexander Stevenson (1855–1950), schottischer Ingenieur und Leuchtturmbauer, Neffe
      - Alan Stevenson (1891–1971), schottischer Ingenieur und Leuchtturmbauer, Großneffe

  - Thomas Stevenson (1818–1887)
    - Robert Louis (Balfour) Stevenson (1850–1894), schottischer Schriftsteller, Sohn

## Leuchttürme von Thomas Stevenson

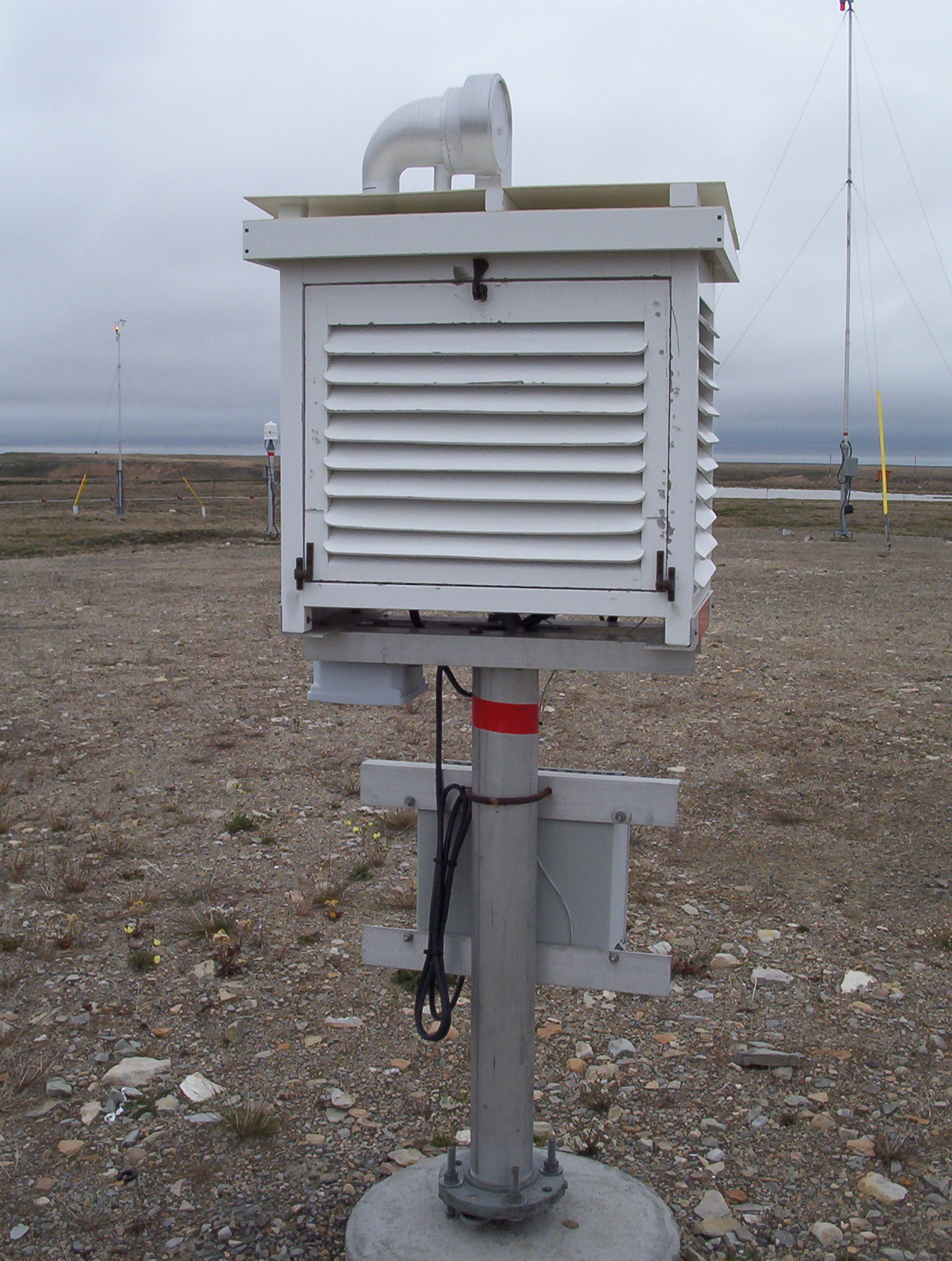
Stevenson screen

- 1854: Whalsay Skerries
- 1854: Out Skerries
- 1854: Muckle Flugga
- 1854: Davaar
- 1857: Ushenish
- 1857: South Rona
- 1857: Kyleakin
- 1857: Ornsay
- 1857: Sound of Mull
- 1858: Cantick Head
- 1858: Bressay
- 1859: Ruvaal
- 1860: Corran Point
- 1860: Fladda
- 1861: Mc Arthur’s Head
- 1862: St Abb’s Head
- 1862: Butt of Lewis
- 1862: Holborn Head
- 1864: Monach islands
- 1865: Skervuile
- 1866: Auskerry
- 1869: Lochindaal
- 1870: Scurdie Ness
- 1871: Stoer Head
- 1872: Dubh Artach
- 1871: Turnberry
- 1875: Chicken Rock (Isle of Man)
- 1877,1880: Lindisfarne
- 1885: Fidra
- 1886: Oxcar
- 1886: Ailsa Craig